# Вулиця Челюскінців (Донецьк)

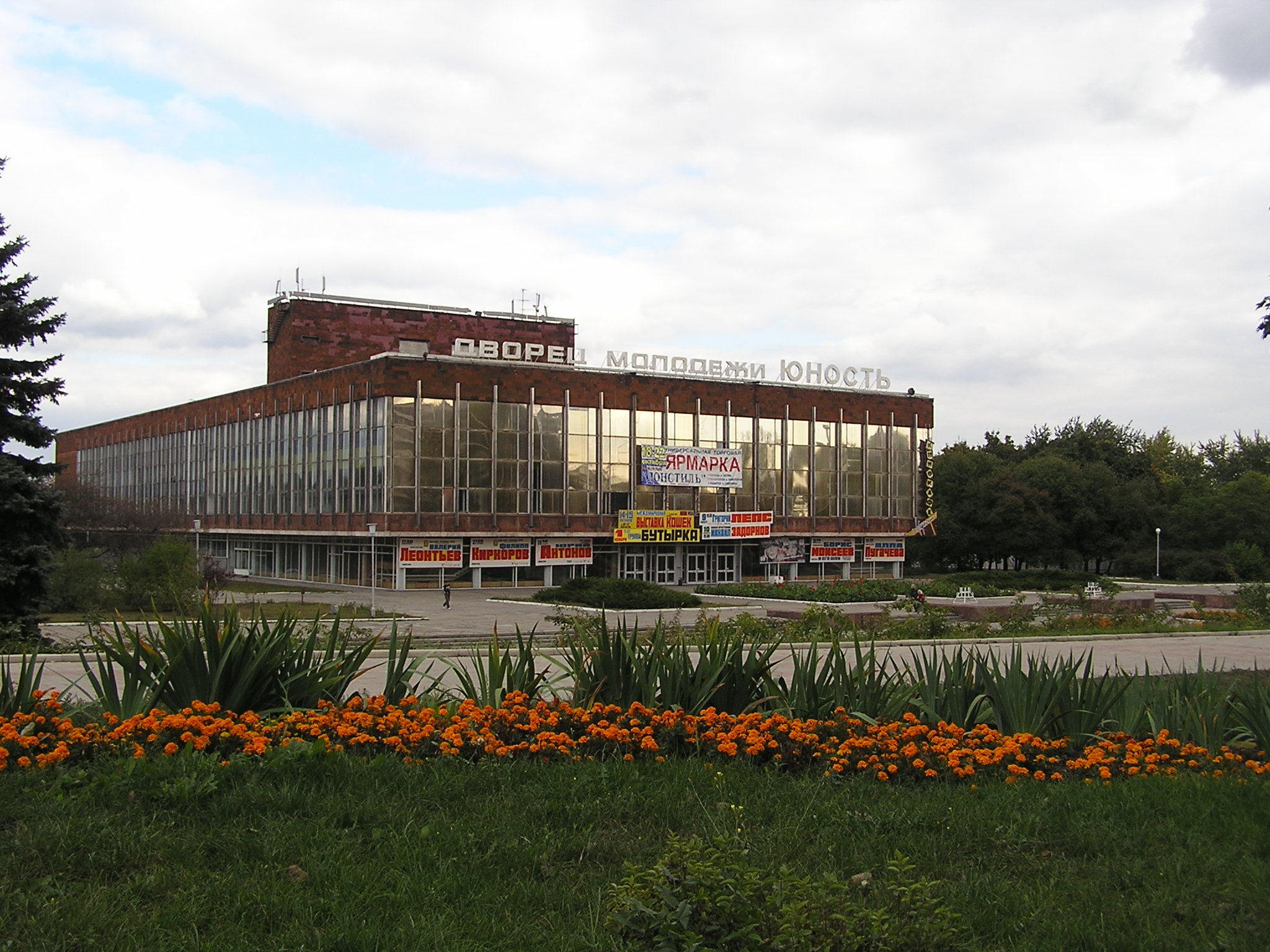
Палац молоді «Юність» на вулиці Челюскінців…

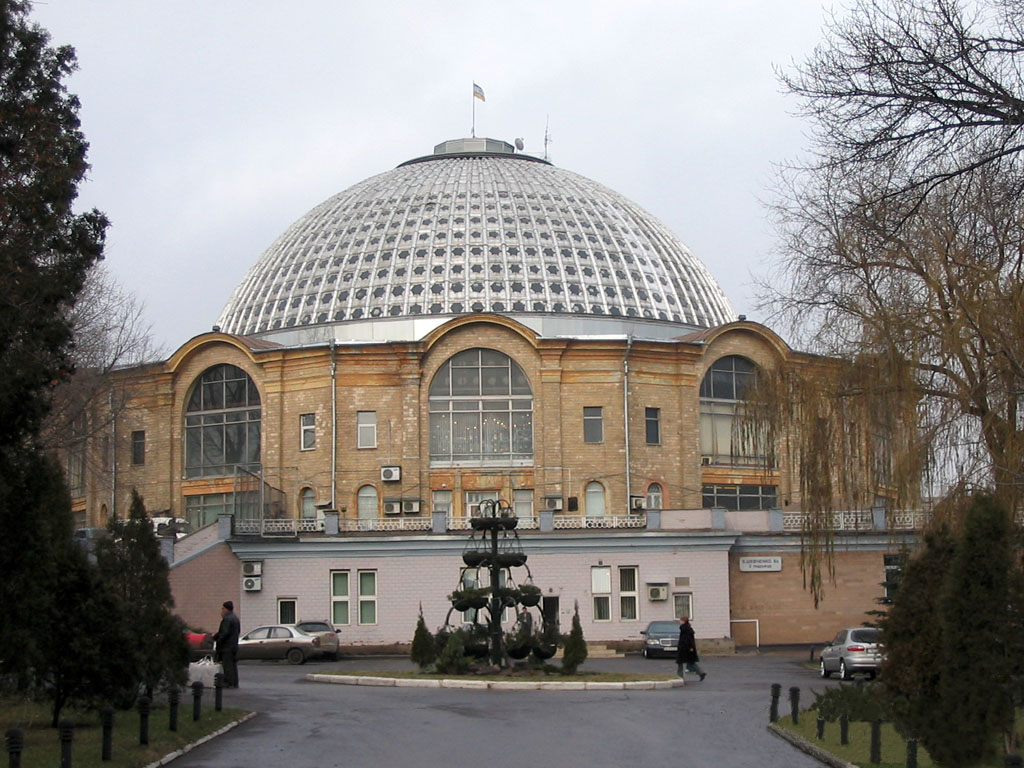
Критий ринок в Донецьку

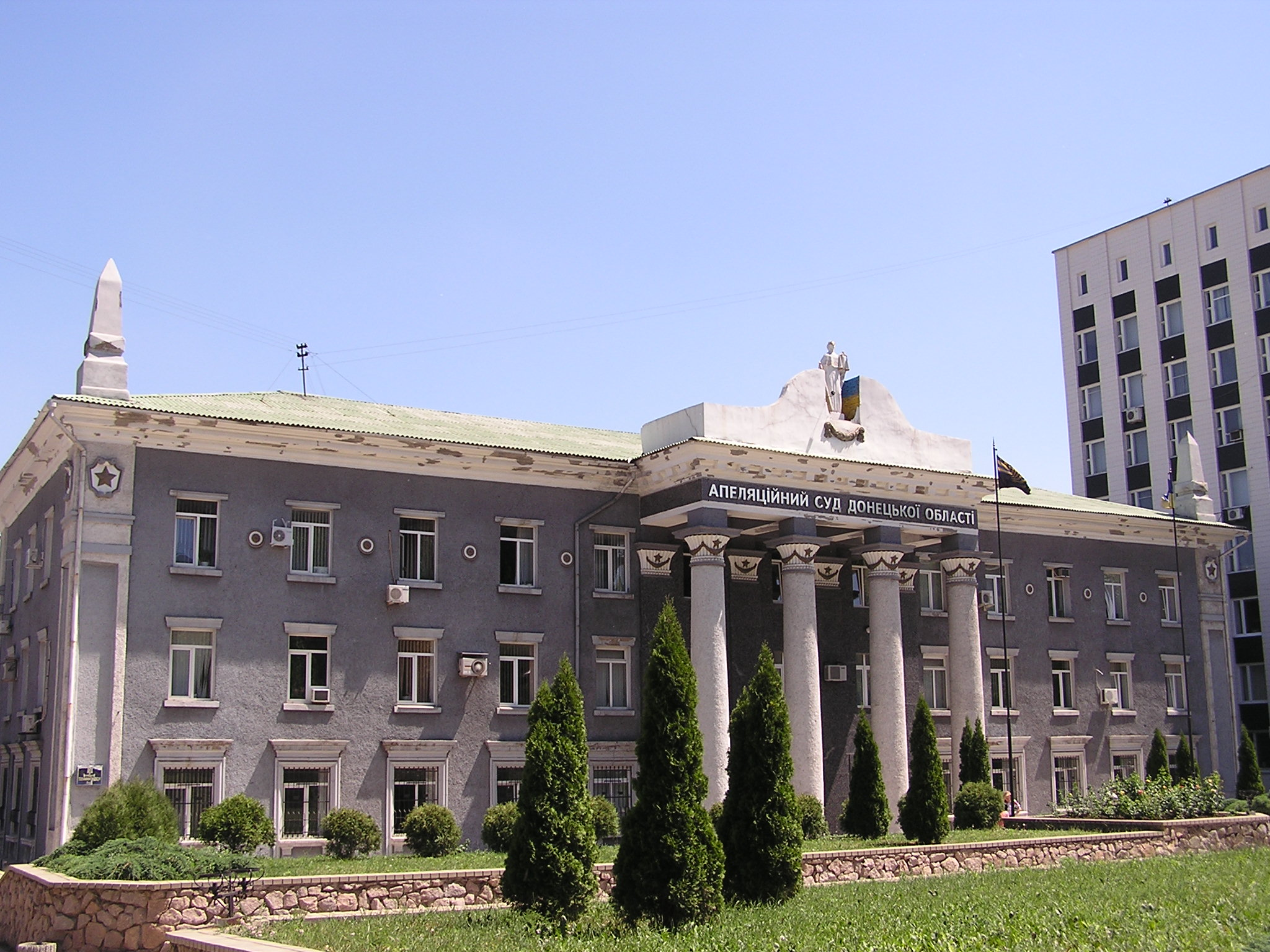
Донецький обласний апеляційний суд

Вулиця Челюскінців — одна з центральних вулиць міста Донецька, колишня Дев'ята лінія. Починається від старого Донецького планетарію, на перетині із вулицею Коцюбинського, далі прямує територією Ворошиловського району, спочатку між вулицею Артема та 50-річчя СРСР, а від площі Леніна — між вулицею Постишева та 50-річчя СРСР.

## Історія вулиці
Вулиця Челюскінців — своєрідне втілення ступеневого росту міста Донецька. Вже з кінця 19 століття вона відома під назвою Дев'ята лінія. На топографічній мапі міста Сталіно від 1942 року вулиця Челюскінців — найдовша вулиця міста, що починалася від Сталінського металургійного заводу і закінчувалась на рівні сучасного проспекту Ватутіна.
У 1950-ті, коли центральні вулиці Донецька розширювались та подовжувались, вулиця Челюскінців сягнула району шахти «Вєтка-Глибока» (сучасна шахта імені О. Ф. Засядька). Пізніше частина вулиці в районі сучасного мікрорайону Вєтка була перейменована на вулиці Собінова. В 1960-ті роки сюди перенесли трамвай з Першої лінії (сучасна вулиця Артема), нині трамвай № 1.
Відтоді зберігаються сучасні межі вулиці. Починається вулиця від старого Донецького планетарію і закінчується на перетині із вулицею Артема біля металургійного заводу.

## Установи, об'єкти, пам'ятники
- Гірничорятувальна частина міста Донецька.
- Донецький краєзнавчий музей
- палац молоді «Юність».
- пам'ятник Йосипу Кобзону.
- готель «Шахтар».
- стадіон «Донбас Арена».
- стадіон «Олімпійський», колишній «Локомотив».
- обліково-фінансовий та економічний факультет ДонНУ.
- 5 та 9 гуртожиток ДонНТУ.
- факультет екології та хімічної технології ДонНТУ.
- Донецька обласна прокуратора.
- Донецький обласний апеляційний суд.
- Критий ринок.
- головні офіси виробничих компаній «Укрпідшипник» та Донбаська паливно-енергетична компанія.
- Донецьке обласне управління у справах захисту прав споживачів.
- храм Івана Воїна при Управлінні МВС в Донецькій області.

## Зниклі об'єкти
По діагоналі від старого Донецького планетарію до початку 20 століття розташовувалося кладовище рос. «5-й участок». Тут ховали ще до Першої світової війни мешканців Вєтки, яка на той час перебувала поза межами міста. Пізніше цвинтар поховали під асфальтом, без перезахоронення.